# Hugues Rebell
 (novembre 2024).
Georges Grassal de Choffat, dit Hugues Rebell, est un écrivain français né à Nantes le 28 octobre 1867 et mort à Paris (4e) le 6 mars 1905.
Hugues Rebell est un écrivain méconnu, souvent considéré rapidement comme un auteur érotique, dont on ne retient généralement qu'un seul titre, Les nuits chaudes du Cap Français (1902), qui lui a valu le prix Nocturne en 1966. Pourtant, c'est aussi un poète dont Les Chants de la pluie et du soleil, dédiés à son ami René Boylesve, ont inspiré André Gide dans Les Nourritures Terrestres. Il était également connu comme un polémiste proche du royalisme dans Union des trois aristocraties (1894) (celles du nom, de l'argent et du talent), ce qui lui valut d'être remarqué par Charles Maurras et l'Action française.
Avec Hector France et Charles Carrington, il écrivit sous le pseudonyme collectif de Jean de Villiot.

## Biographie
Georges Joseph Grassal naît le 28 octobre 1867, fils de Auguste Anselme Grassal, 46 ans, propriétaire, vivant boulevard Delorme, et d'Augustine Victoire Françoise Caroline Mareschal, 38 ans, dans une famille bourgeoise de marins, d'armateurs et de banquiers. Il fait des études médiocres, d'abord au collège des Enfants nantais puis chez les Jésuites de Jersey, qu'il interrompt avant d'obtenir son baccalauréat. Mais il lit beaucoup et, à dix-neuf ans, publie à compte d'auteur un recueil de poèmes Les Jeudis saints et un roman Les Méprisants.
Son père meurt l'année suivante, lui laissant une fortune de 500 000 francs. Il va la consacrer à ses passions : les livres rares, le luxe, et surtout les femmes. « Un bel esprit, fin, curieux, très raffiné, note Paul Léautaud. Un curieux individu, aussi, sorte de sadique, de corrompu à l'excès. » Plein de morgue, se présentant « dans l'attitude de l'aristocrate heureux et dédaigneux » (Remy de Gourmont), il ne se fait pas que des amis. En politique, il est passionnément monarchiste et réactionnaire.
Il voyage en Allemagne (1888), en Belgique et en Hollande (1889), en Angleterre (1890), à nouveau en Allemagne (1891), sur les traces de Schopenhauer, Wagner et Nietzsche. À Paris, où il loge rue Claude-Bernard, Adolphe Retté l'introduit dans les bureaux de la revue L'Ermitage d'Henri Mazel, où il se lie avec Louis Le Cardonnel, Alphonse Germain et René Boylesve. Ce dernier sera son ami et son disciple.
En 1892, il loue un appartement au Palazzo Venier dei Leoni (it) à Venise et commence à écrire les poèmes de son premier livre important, Les Chants de la pluie et du soleil, ainsi que son roman La Nichina. Il poursuit en 1893 à Naples et termine à Munich. De retour à Paris, il s'installe boulevard des Batignolles où, détestant le gaz et l'électricité, il se chauffe au bois de hêtre et s'éclaire à la bougie. Les Chants de la pluie et du soleil sont publiés en 1894 et exaltent un paganisme nietzschéen annonciateur de Gide mais aussi, par certains côtés, du fascisme.
En 1894, à Naples, les parents d'une mineure qu'il a séduite commencent à le faire chanter. Le chantage se poursuivra en France et Rebell y engloutira une bonne part de sa fortune. Cette affaire fut en outre la cause probable de l'avortement en 1895 de son projet de mariage avec Claire Rops (la fille du graveur Félicien Rops), qui épousa finalement Eugène Demolder, écrivain également.
En 1895, il soutient Oscar Wilde lors de sa condamnation pour outrage aux mœurs, en publiant une « Défense » de l’écrivain dans le Mercure de France.
La Nichina, achevé à Mantoue, est publié en 1896 et remporte un gros succès de librairie. Ce roman, situé dans l'Italie de la Renaissance chère à l'auteur, serait un livre à clefs, dans lequel la Nichina serait la demi-mondaine Valtesse de La Bigne, maîtresse d'Édouard Detaille, d'Henri Gervex et de plusieurs banquiers, et Fra Arrivabene le sous-secrétaire d'État à l'intérieur Louis-Numa Baragnon.
En 1896, Hugues Rebell rencontre Juliette qui sera Juliette Fournier, l'héroïne de La Câlineuse (1899), roman autobiographique dans lequel le personnage de Pierre Chaperon évoque l'écrivain Jean Lorrain. En 1898, il publie La femme qui a connu l'Empereur, roman d'histoire contemporaine et, en 1902, son dernier livre et le plus célèbre, Les Nuits chaudes du Cap français.
Il répond en 1900 à l'Enquête sur la monarchie de Charles Maurras et s'était montré en faveur du nationalisme intégral et de la restauration monarchique.
En 1900, il effectue un dernier voyage en Espagne. Mais, harcelé par ses créanciers, miné par l'arthrite, il est désormais pauvre et presque mourant. Il engage des collaborateurs : Gustave Le Rouge, avec qui il projette une histoire romancée de la flibuste ; Jean de Mitty, qui travaille sur l'ouvrage Journal d'un valet de chambre, sur-titré Au service de l'empereur ; Marius Boisson tient la plume pour deux recueils de nouvelles publiés chez Carrington,, Femmes châtiées et Cinq histoires vécues, et un roman signé sous le pseudo de Jean de Villiot, Gringalette. Pour fuir les huissiers, il quitte son appartement du boulevard des Batignolles pour un immeuble sordide du 10 rue des Francs-Bourgeois. Il ne sort plus guère que la nuit. Il y meurt d'une péritonite le 6 mars 1905, ruiné mais au milieu de ses livres précieux dont il refusait de se séparer. Il est enterré à La Chapelle-sur-Erdre.
Paul Léautaud lui consacre un portrait dans son Journal littéraire les 16 mars 1905 et 18 mai 1916.

## Œuvre

### Auteur
- Les méprisants, roman, Paris, Léon Vanier, 1886, VI-261 p.
- Les jeudis saints, poèmes, Nantes, Vier, 1886, 11 p.
- Tymandra, poème, Paris, Léon Vanier, 1887, 8 p. (50 exemplaires numérotés sur Japon).
- Les étourdissements, poèmes, Paris, Léon Vanier, 1888, 176 p. (87 exemplaires numérotés).
- Athlètes et psychologues, Paris, Léon Vanier, 1890 17 p. (En ligne sur Gallica).
- Chants de la pluie et du soleil, poèmes, Paris, Librairie Charles, 1891
  - réédition en 1894, Paris, Librairie Charles, III-204 p.
- Baisers d'ennemis, Paris, L. Sauvaitre, 1892, XVI-324-X p.
- Union des trois aristocraties, essai, Paris, Bibliothèque artistique et littéraire, 1894, 48 p. (En ligne sur Gallica).
- Le Magasin d'auréoles, Paris, Société du Mercure de France, 1896, 205 p.
- La Nichina : mémoires inédits de Lorenzo Vendramin, roman, Paris, Société du Mercure de France, 1897, 484 p. (En ligne sur Wikisource).
- La clef de saint Pierre : ballet en 5 actes & 8 tableaux, Paris, Bibliothèque artistique et littéraire, 1897, 78 p., illustré par Armand Rassenfosse, Henry Detouche, Andrhé des Gachons et Josef Kaspar Sattler.
- La Femme qui a connu l'Empereur : roman, Paris, Société du Mercure de France, 1898, 499 p. (En ligne sur Gallica).
- L'Espionne impériale, roman, Paris, Librairie Borel (coll. « Nymphée »), 1899, 379 p (En ligne sur Gallica).
- La Câlineuse. Roman, Paris, éditions de la Revue blanche, 1899, 414 p.
  - réédition en 1900 (En ligne sur Gallica).
- La Saison à Baïa, roman, Paris, Librairie Borel (coll. « Myosotis »), 1900, VI-148 p., illustré par Antoine Calbet. (Lire en ligne sur Wikisource).
- La Camorra, roman d'aventures napolitaines, Paris, éditions de la Revue blanche, 1900, 431 p. (En ligne sur Gallica).
- La Brocanteuse d'amours. Illustré par la photographie d'après nature, Paris, P. Lamm (coll. « Excelsior »), 1901, 231 p.
- Trois artistes étrangers : Robert Sherard, Sattler, Félicien Rops, Paris, Tricon, 1901, XII-242 p. (En ligne sur Gallica).
- Les inspiratrices de Balzac, Stendhal, Mérimée, Paris, Dujarric et Cie, 1902, X-261 p. (En ligne sur Gallica).
- Les nuits chaudes du Cap français, Paris, éditions de La Plume, 1902, 317 p. (En ligne sur Wikisource).
- Le magasin d'auréoles, Paris, Éditions de la Revue blanche, 1902, 199 p. (En ligne sur Gallica).
- Victorien Sardou. Le théâtre et l'époque, Paris, Félix Juven, 1903, 316 p. (En ligne sur Gallica).
- Le Baiser d'une esclave, roman inédit, orné de dessins de Lobel Riche et d'illustrations photographiques, Paris, P. Lamm, 1905, 270 p.
- Le Diable est à table. Roman, Paris, Mercure de France, 1905, 237 p. (En ligne sur Gallica).
- Femmes châtiées. Deuxième série. Gringalette. Un jeu de femme. Les Révoltées de Brescia. La Comédie chez la princesse. La Crinoline, Paris, Librairie des bibliophiles parisiens, 1905, 278 p. (En ligne sur Wikisource).

- sous le pseudonyme de Jean de Villiot : 
  - Les Anglaises chez elles. Le Magnétisme du fouet, ou les indiscrétions de miss Darcy. Traduit de l'anglais par Jean de Villot, Paris, Charles Carrington, 1902.
  - Camille et moi, Paris, Charles Carrington (coll. « La Flagellation à travers le monde »), 1904, illustré par Martin Van Maele.
  - Le fouet à Londres : roman-étude de mœurs anglaises, Paris, Charles Carrington, 1906, 220 p.

- sous le pseudonyme de Madame de Morency :
  - Journal d’une enfant vicieuse, Paris, 1903 (En ligne sur Wikisource).

### Traducteur
- Oscar Wilde, Intentions, préface de Charles Grolleau, Paris, Charles Carrington, 1906, L-268 p.

Hugues Rebell est mort avant d'avoir pu terminer cette traduction ; la publication en a été assurée par Charles Grolleau.